# Vaccinium wilburii
Vaccinium wilburii är en ljungväxtart som beskrevs av F. Almeda och D.E. Breedlove. Vaccinium wilburii ingår i Blåbärssläktet, och familjen ljungväxter. Inga underarter finns listade i Catalogue of Life.